# Rawałowice
Rawałowice – wieś w Polsce położona w województwie małopolskim, w powiecie krakowskim, w gminie Kocmyrzów-Luborzyca.
W latach 1975–1998 miejscowość administracyjnie należała do województwa krakowskiego.